# Kintarō Hattori
Kintarō Hattori (服部 金太郎, 21 de noviembre de 1860 - 1 de marzo de 1934) fue un empresario japonés y uno de los primeros y más importantes relojeros de la historia, además de ser el fundador de Seiko, uno de los mayores fabricantes de relojes del mundo. Fue miembro permanente del consejo de la Cruz Roja de Japón.

## Primeros años
Kintarō Hattori nació en Uneme-cho (Kyōbashi, Tokio) en 1860, en el seno de una adinerada familia de comerciantes.
A los trece años, se inició en la formación comercial y técnica y al año siguiente fue contratado por Kobayashi Denjiro, uno de los principales comerciantes de relojes de Japón, en cuya empresa comenzó sus primeras prácticas en la Relojería Kameda. En 1877, abrió 'Hattori Clock Repair Shop' (服部時計修繕所 Hattori Tokei Shūzensho?) en la zona de Ginza.

## Carrera
En 1881, Hattori fundó su primer negocio, "K. Hattori & Co." (服部時計店 Hattori Takeiten?), abriendo su propio taller de relojería. A los 25 años de edad inició relaciones comerciales con empresas suizas con sede en Yokohama, centrándose en la venta al por mayor y al por menor de relojes suizos importados. Tras casi dos décadas vendiendo relojes suizos de empresas extranjeras, Hattori decidió fabricar sus propios relojes localmente y estableció una fábrica relojera en Tokio llamada "Seikosha" (精工舎 Seikōsha?).
Tras el gran éxito de sus primeros relojes fabricados en Japón, viajó a Europa para inspeccionar y comprar maquinaria y herramientas para mantenerse al día con la tecnología y la productividad occidentales. Regresó a Japón con nuevos equipos de relojería, lo que dio origen a varias nuevas líneas de producción con gran éxito. A los 35 años, lanzó una línea de relojes de bolsillo llamada "Timekeeper" y, pocos años después, en 1899, su primera línea de despertadores. Hacia 1905, Hattori había expandido sus operaciones comerciales por todo Japón, incluyendo Shanghái y Hong Kong, convirtiéndose en el mayor distribuidor de relojes de Japón. En 1913, cuando Hattori tenía 53 años, Seikosha fabricó y presentó el primer reloj de pulsera japonés: el "Laurel".
En 1917, K. Hattori & Co. se convirtió en una sociedad anónima con el nombre de "K. Hattori & Co., Ltd." (株式会社服部時計店 Kabushiki-gaisha Hattori Tokeiten?) (actualmente Seiko Group Corporation). En 1924, se lanzó la marca "Seiko". Su empresa revolucionó la relojería con la introducción del primer reloj de cuarzo, convirtiéndose en uno de los fabricantes de relojes más grandes del mundo. Hattori falleció en 1934, a los 73 años de edad, en Tokio, Japón.

## Legado
Kintarō Hattori fue una de las figuras clave en el establecimiento de la industria relojera en Japón. Entre sus logros profesionales se incluye la fundación de la primera fábrica de relojes en Japón, llamada "Seikosha", en 1892. Kintarō Hattori también fundó la relojería y joyería K. Hattori (Hattori Tokeiten en japonés) en la zona de Ginza de Tokio, conocida mundialmente en la actualidad como Seiko.